# Маруна червона
Маруна червона (Tanacetum coccineum, Pyrethrum coccineum) — вид багаторічних трав'янистих рослин, що відноситься до роду Пижмо (Tanacetum) родини Айстрові (лат. Asteraceae). Один з видів, що раніше виділявся у рід Піретрум (Pyrethrum).
Популярна декоративне садова рослина. Також вирощувалася для приготування інсектицидів, містить піретрини.

## Синоніми
- Chrysanthemum carneum (M.Bieb.) Steud., 1821
- Chrysanthemum coccineum Willd., 1803basionym
- Chrysanthemum coronopifolium Willd., 1803, nom. illeg.
- Chrysanthemum marschallii Asch. ex O.Hoffm., 1894
- Chrysanthemum roseum Adams, 1805
- Matricaria carnea (M.Bieb.) Poir., 1817
- Matricaria coccinea (Willd.) Poir., 1814
- Pyrethrum carneum M.Bieb., 1808
- Pyrethrum coccineum (Willd.) Vorosch., 1954
- Pyrethrum paucifolium C.A.Mey. ex Boiss., 1875
- Pyrethrum roseum (Adams) M.Bieb., 1808
- Pyrethrum roseum var. adamii Trautv., 1878
- Pyrethrum roseum var. carneum (M.Bieb.) Trautv., 1878
- Tanacetum carneum (M.Bieb.) Sch.Bip., 1844
- Tanacetum roseum (Willd.) Sch.Bip., 1844